# زنان در اجرای قانون
ادغام زنان در موقعیت‌های اجرای قانون می‌تواند یک تغییر بزرگ اجتماعی تلقی شود. یک سده پیش، مشاغل کمی در اجرای قانون برای زنان آزاد بود. تعداد کمی از زنان به عنوان افسران اصلاحیه کار می‌کردند و وظایف آنها معمولاً به کارهای پیرامونی محدود می‌شد. زنان به‌طور سنتی در مراکز نوجوانان کار می‌کردند، به جرایمی که شامل مجرمان زن بود می‌پرداختند یا کارهای دفتری انجام می‌دادند. در ابتدا، اینطور بود که زنان نیز مانند مردان در اجرای قانون توانایی ندارند. اما اخیراً گزینه‌های زیادی باز شده و مشاغل احتمالی جدیدی را ایجاد کرده‌است.

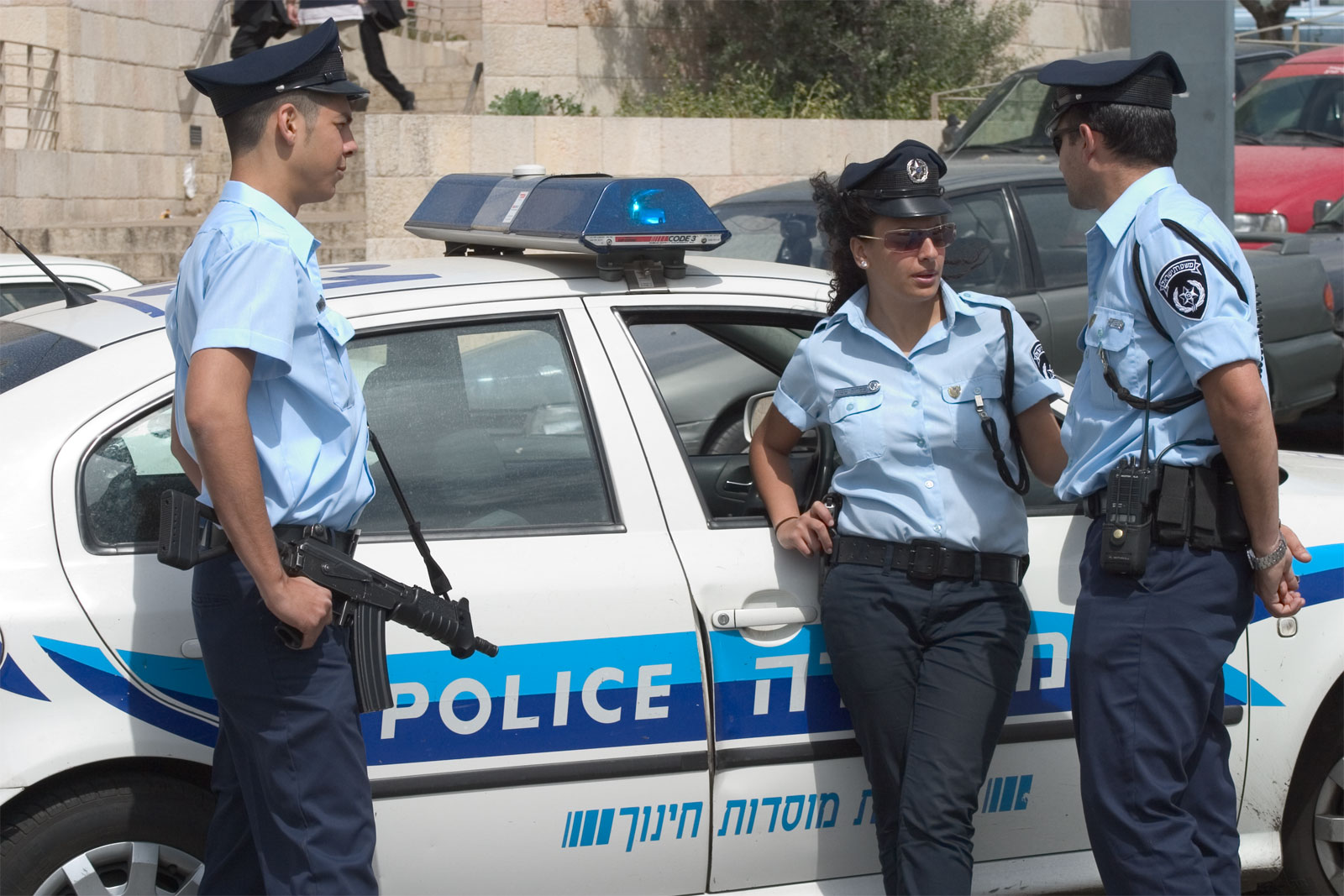
مردان و زنان پلیس ایالت اسرائیل

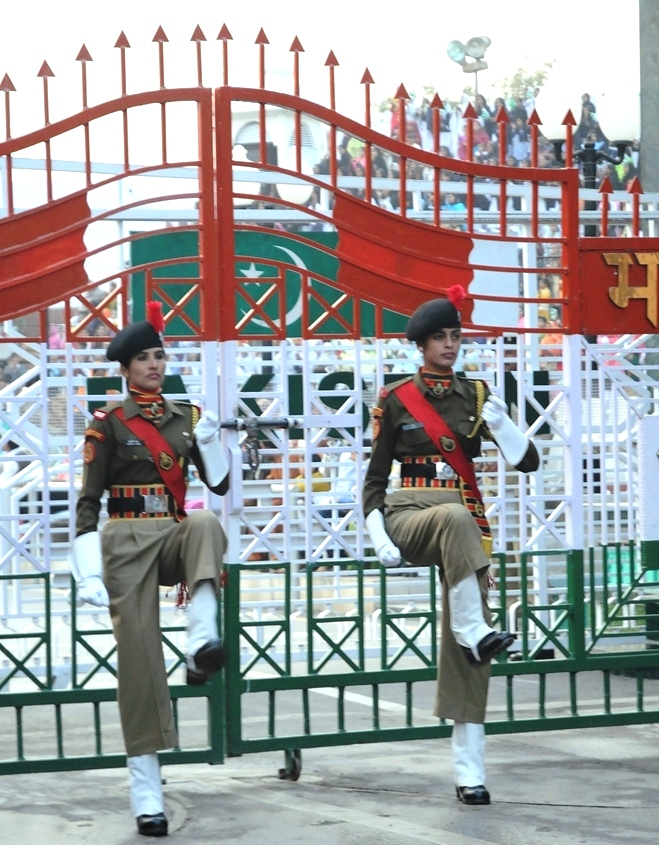
افسران اجرای قانون زن در هند